# Rauno Sappinen
Rauno Sappinen (ur. 23 stycznia 1996 w Tallinnie) – estoński piłkarz, grający na pozycji napastnika. Reprezentant kraju.

## Kariera klubowa

### Młodość i Flora Tallinn
Wychowanek Kotkas Juunior (2004), FCF Mustamäe (2005) i Flory Tallinn (2006–2012). We Florze grał w trzecim oraz drugim, rezerwowym zespole, w którym zagrał 32 ligowe spotkania, strzelając 6 goli. Debiut w pierwszej drużynie stołecznego zespołu przypadł na 2 marca 2013 w meczu przeciwko Kalevowi Tallinn, wygranym 4:1, grając 57 minut. Pierwszego gola strzelił 14 maja w meczu przeciwko Tammece Tartu, wygranym 1:4. Sappinen do bramki trafił w 18. minucie. Pierwszą asystę zaliczył 8 sierpnia 2014 w meczu przeciwko Infonetowi Tallinn, zremisowanym 2:2. Asystował przy golu w 85. minucie.
W sezonie 2015 zagrał 32 mecze, strzelił 16 goli i zanotował 6 asyst.
W kolejnym sezonie w 32 spotkaniach strzelił 19 goli i zanotował 9 asyst.
W sezonie 2017 zagrał 35 spotkań, strzelił 27 goli i zanotował o 5 mniej asyst.

### Wypożyczenie do KFCO Beerschot
31 stycznia 2018 został wypożyczony do KFCO Beerschot Wilrijk. Pierwszy mecz zagrał tam 9 lutego 2018, kiedy jego zespół mierzył się z KVC Westerlo. Sappinen zagrał całą pierwszą połowę. Łącznie w Belgii zagrał dwa mecze.

### Wypożyczenie do FC Den Bosch
30 czerwca powrócił z wypożyczenia, lecz 12 sierpnia znowu trafił do Beneluksu – tym razem do holenderskiego FC Den Bosch. Zadebiutował 17 sierpnia 2018, w meczu przeciwko FC Volendam, strzelając gola w 79. minucie. Pierwszą asystę zaliczył 7 września 2018 w meczu przeciwko Helmond Sport, wygranym 0:2. Asystował przy golu w 41. minucie. Łącznie w Holandii zagrał 30 ligowe mecze, strzelił 4 gole i sześciokrotnie asystował.

### Wypożyczenie do NK Domžale
30 czerwca 2019 wrócił do Estonii, lecz po raz trzeci został wypożyczony, tym razem do NK Domžale. W Słowenii zadebiutował 18 sierpnia 2019 w meczu przeciwko NK Bravo, zremisowanym 0:0, grając ostatnie 2 minuty meczu. Pierwszego gola i asystę w tym klubie strzelił i zaliczył 15 września w meczu przeciwko NK Triglav, wygranym 2:3. Asystował przy golu w 34. minucie, a w 50. sam strzelił gola. Łącznie w Słowenii rozegrał 10 ligowych meczów, strzelił 2 gole i zaliczył jedną asystę.

### Powrót do Flory
Pod koniec 2019 wrócił do ojczyzny. W sezonie 2020 zagrał w 28 meczach, strzelił 26 goli i 9 razy asystował.
W sezonie 2021 zagrał 30 spotkań, strzelił 23 gole i zaliczył dwie asysty.
Z Florą wygrał: mistrzostwo kraju (3x), puchar kraju (2x), Superpuchar Estonii (3x), dwukrotnie był też piłkarzem roku w klubie i w kraju. Ponadto dwa razy zostawał królem strzelców Meistriliigi.

### Piast Gliwice
22 grudnia 2021 podpisał trzyipółletni kontrakt z Piastem Gliwice.

## Kariera reprezentacyjna

### Reprezentacje młodzieżowe
W ojczystej reprezentacji U-16 zagrał 2 mecze.
W kadrze U-17 zagrał ich 15.
W reprezentacji U-19 zagrał w 16 meczach, strzelił jednego gola.
W kadrze do lat 21 zagrał w 20 meczach, strzelił 4 gole i zanotował asystę.
W reprezentacji do lat 23 rozegrał 1 mecz.

### Reprezentacja seniorska
W seniorskiej reprezentacji zadebiutował 11 listopada 2015 roku w meczu przeciwko Gruzji, wygranym 3:0. Wszedł na boisko w 73. minucie. Pierwszego gola strzelił 20 listopada roku następnego w meczu przeciwko reprezentacji Saint Kitts & Nevis, zremisowanym 1:1. Rauno Sappinen strzelił gola w 41. minucie. Łącznie do 22 grudnia 2021 roku zagrał w 43 spotkaniach, w których strzelił 8 goli.

## Statystyki kariery

### Klubowe
| Klub                  | Sezon              | Liga               | Liga  | Liga   | Puchar kraju | Puchar kraju | Kontynentalne | Kontynentalne | Inne  | Inne   | Suma  | Suma   |
| Klub                  | Sezon              | Poziom             | Mecze | Bramki | Mecze        | Bramki       | Mecze         | Bramki        | Mecze | Bramki | Mecze | Bramki |
| --------------------- | ------------------ | ------------------ | ----- | ------ | ------------ | ------------ | ------------- | ------------- | ----- | ------ | ----- | ------ |
| Flora III Tallinn     | 2012               | II liiga           | 12    | 9      | —            | —            | —             | —             | —     | —      | 12    | 9      |
| Flora II Tallinn      | 2012               | Esiliiga           | 10    | 1      | 2            | 0            | —             | —             | —     | —      | 12    | 1      |
| Flora II Tallinn      | 2013               | Esiliiga           | 8     | 0      | 0            | 0            | —             | —             | —     | —      | 8     | 0      |
| Flora II Tallinn      | 2014               | Esiliiga           | 14    | 5      | 0            | 0            | —             | —             | —     | —      | 14    | 5      |
| Flora II Tallinn      | Łącznie            | Łącznie            | 32    | 6      | 2            | 0            | —             | —             | —     | —      | 34    | 6      |
| Flora Tallinn         | 2013               | Meistriliiga       | 23    | 5      | 5            | 0            | 1             | 0             | —     | —      | 29    | 5      |
| Flora Tallinn         | 2014               | Meistriliiga       | 12    | 2      | 3            | 4            | —             | —             | 1     | 0      | 16    | 6      |
| Flora Tallinn         | 2015               | Meistriliiga       | 32    | 16     | 3            | 2            | 2             | 0             | —     | —      | 37    | 18     |
| Flora Tallinn         | 2016               | Meistriliiga       | 32    | 19     | 6            | 3            | 2             | 1             | 1     | 1      | 41    | 24     |
| Flora Tallinn         | 2017               | Meistriliiga       | 35    | 27     | 1            | 0            | 2             | 0             | 1     | 0      | 39    | 27     |
| Flora Tallinn         | 2018               | Meistriliiga       | 2     | 0      | 0            | 0            | 3             | 1             | 0     | 0      | 5     | 1      |
| Flora Tallinn         | 2020               | Meistriliiga       | 28    | 26     | 3            | 0            | 3             | 2             | 1     | 1      | 35    | 29     |
| Flora Tallinn         | 2021               | Meistriliiga       | 30    | 23     | 3            | 1            | 12            | 11            | 1     | 1      | 46    | 36     |
| Flora Tallinn         | Łącznie            | Łącznie            | 194   | 118    | 24           | 10           | 25            | 15            | 5     | 3      | 248   | 146    |
| KFCO Beerschot (wyp.) | 2017/2018          | Eerste klasse B    | 1     | 0      | 0            | 0            | —             | —             | 1     | 0      | 2     | 0      |
| FC Den Bosch (wyp.)   | 2018/2019          | Eerste divisie     | 30    | 6      | 1            | 0            | —             | —             | 1     | 0      | 32    | 6      |
| NK Domžale (wyp.)     | 2019/2020          | 1. SNL             | 10    | 2      | 1            | 0            | —             | —             | —     | —      | 11    | 2      |
| Piast Gliwice         | 2021/2022          | Ekstraklasa        | 0     | 0      | 0            | 0            | —             | —             | —     | —      | 0     | 0      |
| Łącznie w karierze    | Łącznie w karierze | Łącznie w karierze | 283   | 141    | 28           | 10           | 25            | 15            | 7     | 3      | 343   | 169    |

### Reprezentacyjne
| Reprezentacja | Rok     | Mecze | Bramki |
| ------------- | ------- | ----- | ------ |
| Estonia       |         |       |        |
| 2015          | 2       | 0     |        |
| 2016          | 9       | 1     |        |
| 2017          | 5       | 1     |        |
| 2018          | 2       | 0     |        |
| 2019          | 7       | 0     |        |
| 2020          | 7       | 4     |        |
| 2021          | 11      | 2     |        |
| Łącznie       | Łącznie | 43    | 8      |

## Sukcesy

### Klubowe
Flora Tallinn
- Mistrzostwo Estonii: 2015, 2017, 2020
- Zdobywca Pucharu Estonii: 2012/2013, 2015/2016
- Zdobywca Superpucharu Estonii: 2014, 2016, 2021

### Indywidualne
- Najlepszy estoński piłkarz[37]: 2020[38]
- Najlepszy młody estoński piłkarz: 2015, 2018
- Król strzelców Meistriliigi: 2017, 2020
- Piłkarz roku Meistriliigi: 2017[39]
- Piłkarz roku Meistriliigi według kibiców: 2015[40], 2017[41], 2020[42]